# Степанівка (Любашівська селищна громада)
Степа́нівка — село Любашівської селищної громади Подільського району Одеської області України. Населення становить 2 осіб.

## Історія
Під час Голодомору 1932—1933 років помер щонайменше 1 житель села.
Колишній орган місцевого самоврядування — Іванівська сільська рада.
12 червня 2020 року, відповідно до Розпорядження Кабінету Міністрів України від № 724-р «Про визначення адміністративних центрів та затвердження територій територіальних громад Одеської області», увійшло до складу Любашівської селищної громади.
19 липня 2020 року, в результаті адміністративно-територіальної реформи і ліквідації Любашівського району, село увійшло до складу новоутвореного Подільського району.

## Населення
Згідно з переписом УРСР 1989 року чисельність наявного населення села становила 30 осіб, з яких 13 чоловіків та 17 жінок.
За переписом населення України 2001 року в селі мешкало 29 осіб. 100 % населення вказало своєю рідною мовою українську мову.